# Henry Oliver

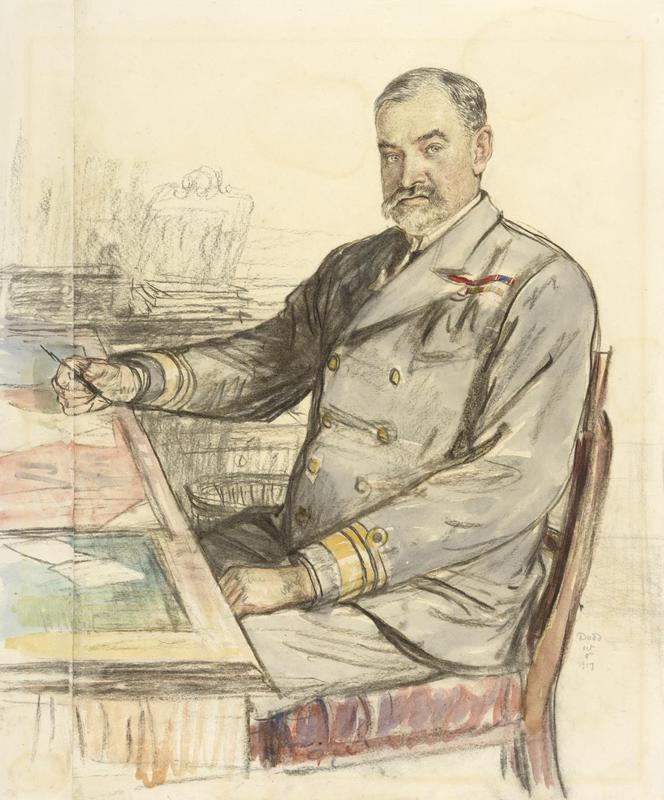
Vizeadmiral Sir Henry Francis Oliver (Zeichnung von Francis Dodd, 1917).

Sir Henry Francis Oliver, GCB, KCMG, MVO (* 22. Januar 1865 in Kelso, Schottland; † 15. Oktober 1965 in London) war ein britischer Seeoffizier der Royal Navy, der unter anderem als Admiral zwischen 1920 und 1924 Zweiter Seelord (Second Sea Lord and Chief of Naval Personnel) sowie von 1924 bis 1927 Oberkommandierender der Atlantik-Flotte (Commander-in-Chief, Atlantic Fleet) war.

## Leben

### Ausbildung zum Seeoffizier und Schiffskommandant

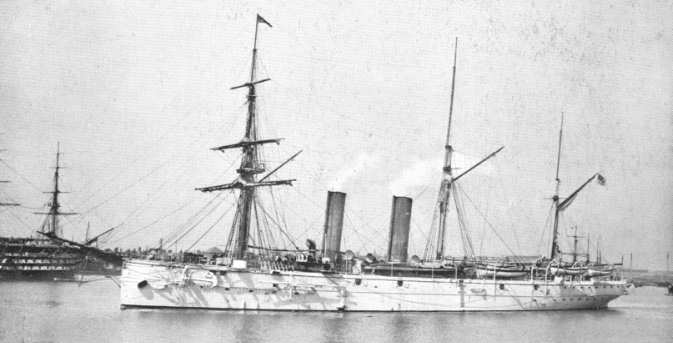
Kapitän zur See Henry Oliver war zwischen 1903 und 1906 Kommandant des Versandschiffs HMS Mercury.

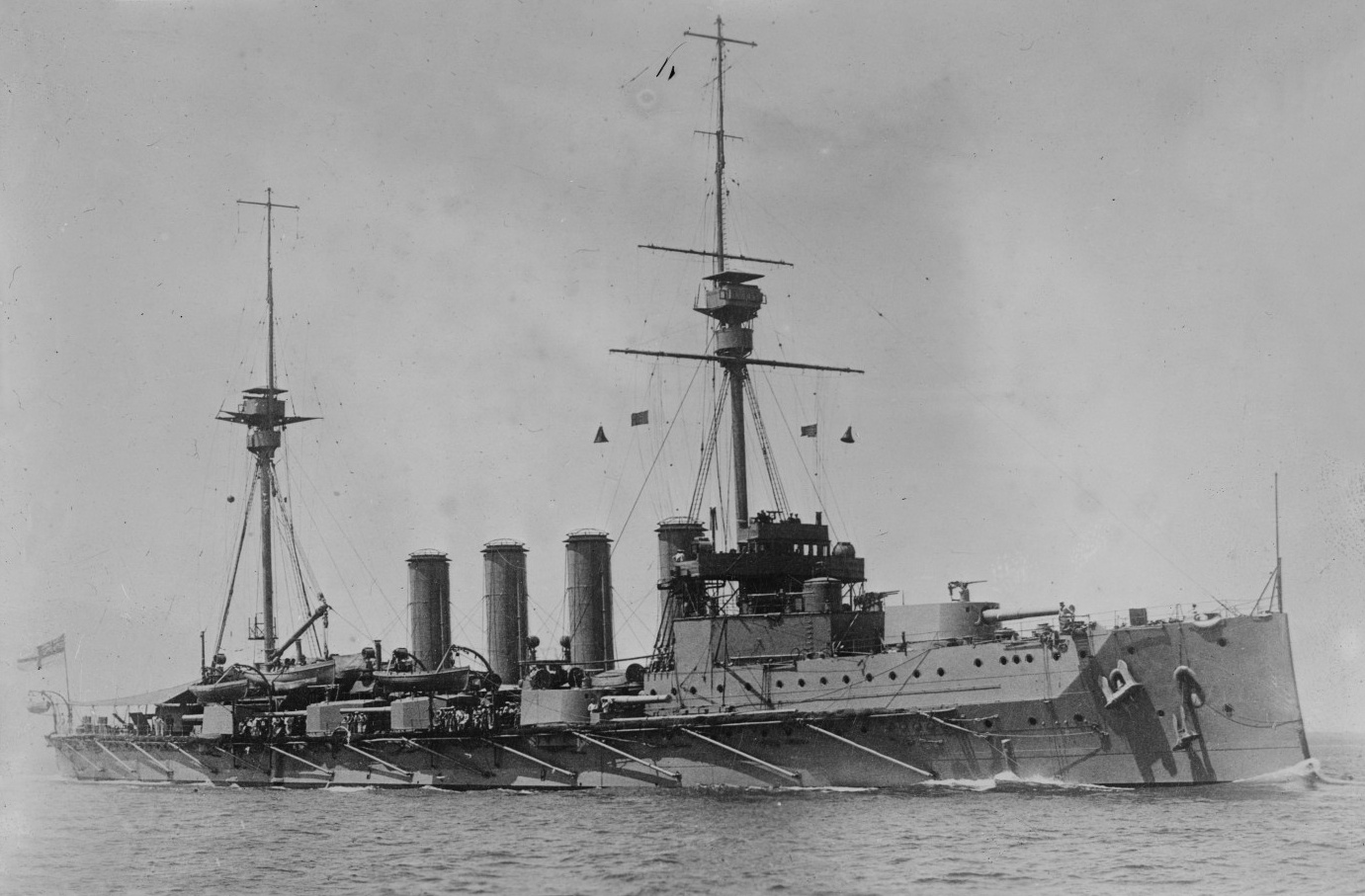
Henry Oliver war ferner zwischen 1907 und 1908 Kommandant des Panzerkreuzers (Achilles).

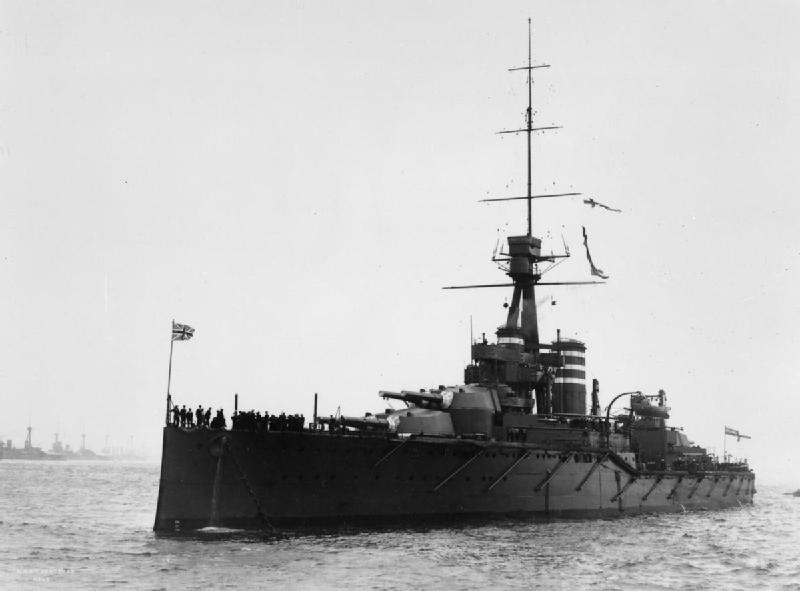
Kapitän zur See Oliver war des Weiteren von 1912 bis 1913 Kommandant des Schlachtschiffs Thunderer.

Henry Francis Oliver, fünftes Kind von Robert Oliver und Margaret Strickland, trat am 15. Juli 1878 als Seekadett (Cadet) in die Royal Navy ein und absolvierte eine Ausbildung zum Seeoffizier auf dem Kadettenschulschiff Britannia. Er fand nach Abschluss der Offiziersausbildung zahlreiche Verwendungen als Seeoffizier und Stabsoffizier. Am 30. Juni 1888 erfolgte seine Beförderung zum Kapitänleutnant (Lieutenant). Am 31. Dezember 1899 wurde er zum Fregattenkapitän (Commander) befördert.
Oliver erhielt am 30. Juni 1903 seine Beförderung zum Kapitän zur See (Captain). Er war daraufhin zwischen Juni 1903 und Februar 1907 Kommandant der Marineoperationsschule (Captain, School of Maritime Operations) sowie zugleich von Juni 1903 und Februar 1906 Kommandant (Commanding Officer) des Versandschiffs Mercury. Am 11. August 1905 wurde er für seine Verdienste Mitglied des Royal Victorian Order (MVO). Er war daraufhin zwischen Februar 1907 und November 1908 Kommandant des Panzerkreuzers Achilles. Daraufhin wechselt er im Dezember 1908 in die Admiralität und war dort bis Januar 1912 Marineassistent des Ersten Seelord (Naval Assistant to First Sea Lord). Das Amt des Ersten Seelords bekleideten während dieser Zeit Admiral of the Fleet Sir John Fisher (1904 bis 1910), Admiral of the Fleet Sir Arthur Wilson (1910 bis 1911) sowie Admiral Sir Francis Charles Bridgeman (1911 bis 1912).
Daraufhin war Henry Oliver zwischen Januar 1912 und September 1913 Kommandant des Schlachtschiffs Thunderer. Er wurde am 14. März 1913 zugleich zum Marineadjutanten (Naval Aide-de-camp) von König Georg V. ernannt. Am 3. Juni 1913 wurde er Companion des Order of the Bath (CB).

### Erster Weltkrieg
Im November 1913 wechselte Henry Oliver wieder in die Admiralität und löste dort Kapitän zur See Thomas Jackson als Leiter der Abteilung Marine-Nachrichtenwesen (Director of Naval Intelligence) ab. Am 8. Dezember 1913 wurde er zum Konteradmiral (Rear-Admiral) befördert. Er bekleidete die Funktion als Director of Naval Intelligence bis Oktober 1914 und wurde daraufhin von Konteradmiral William Reginald Hall abgelöst. Er selbst war daraufhin zwischen Oktober 1914 als Nachfolger von Konteradmiral Horace Hood und seiner Ablösung durch Kommodore Charles de Bartolomé im November 1914 kurzzeitig Marinesekretär beim Ersten Lord der Admiralität (Naval Secretary to the First Lord of the Admiralty). Nach Beginn des Ersten Weltkrieges fungierte er zwischen November 1914 und Juli 1917 als Chef des Kriegsstabes der Admiralität (Chief of the Admiralty War Staff). Am 1. Januar 1916 wurde er zum Knight Commander des Order of the Bath (KCB) geschlagen, so dass er fortan den Namenszusatz „Sir“ führte.
Im Juli 1917 übernahm Sir Henry Oliver als Vizeadmiral (Vice-Admiral) den neugeschaffenen Posten als stellvertretender Chef des Marinestabes (Deputy Chief of the Naval Staff). Er übte dieses Amt bis Januar 1918 aus und wurde daraufhin von Konteradmiral Sir Sydney Fremantle abgelöst. Am 12. Januar 1918 wurde er darüber hinaus zum Knight Commander des Order of St Michael and St George (KCMG) geschlagen. Er selbst wurde daraufhin im März 1918 Kommandeur des 1. Schlachtkreuzergeschwader (Commanding, 1st Battlecruiser Squadron) beziehungsweise nach Kriegsende von Dezember 1918 bis März 1919 Kommandeur des Schlachtkreuzergeschwader (Commanding, Battlecruiser Squadron).

### Admiral, Zweiter Seelord und Oberkommandierender der Atlantikflotte
Im März 1919 übernahm Vizeadmiral Sir Henry Oliver zwischen März und April 1919 kurzzeitig den Posten als Kommandeur der 2. Division des Schlachtgeschwaders (Commanding, 2nd Division/Battle Squadron). Daraufhin erhielt er im November 1919 den neugeschaffenen Posten als Kommandierender Admiral der Reserveflotte (Admiral Commanding Reserve Fleet), den er bis zu seiner Ablösung durch Vizeadmiral Sir Richard Phillimore im September 1920 ausübte. 1920 verlieh ihm die University of Edinburgh einen Ehren-Doktor der Rechte (Hon. LL.D.).
Im September 1920 kehrte Oliver in die Admiralität zurück und wurde dort Nachfolger von Admiral Sir Montague Browning als Zweiter Seelord (Second Sea Lord and Chief of Naval Personnel). Er war in dieser Funktion bis zu seiner Ablösung durch Vizeadmiral Sir Michael Culme-Seymour, 4. Baronet im August 1924 für die Personalangelegenheiten der Marine zuständig. Am 1. Januar 1923 wurde er zum Admiral befördert. Zuletzt löste er am 15. August 1924 Admiral Sir John de Robeck als Oberkommandierender der Atlantik-Flotte (Commander-in-Chief, Atlantic Fleet) ab und verblieb in dieser Funktion bis zum 15. August 1927, woraufhin Admiral Sir Hubert Brand seine Nachfolge antrat. Mit seinem Eintritt in den Ruhestand wurde er am 21. Januar 1928 zum Flottenadmiral (Admiral of the Fleet) befördert. Am 4. Juni 1928 wurde er des Weiteren zum Knight Grand Cross des Order of the Bath (GCB) erhoben.
Henry Francis Oliver war seit dem 10. Juni 1914 mit Beryl Oliver (1882–1972) verheiratet, der späteren Dame Beryl Carnegy Joseph, Lady Oliver. Er starb am 15. Oktober 1965 im Alter von einhundert Jahren.